# Frances Allitsen
Frances Allitsen, née le 30 décembre 1848 à Londres et morte le 1er octobre 1912, était une compositrice anglaise.

## Biographie
Frances (ou Françoise) Allitsen, de son nom réel Mary Bumpus, naît à Londres ; mais sa famille déménage dans un petit village où Frances se sent solitaire, de plus ses parents  la dissuadent de faire des études musicales. Cependant, elle envoie des partitions à Thomas Henry Weist Hill, de l'école de musique Guildhall. Celui-ci  l'encourage à venir à Londres, où elle travaille pour financer ses études.
Elle entame sa carrière musicale en tant que contralto soliste pour Le Jugement dernier de  Louis Spohr. Mais elle perd sa voix et renonce au chant pour devenir compositrice et professeure. Puis elle entreprend une tournée en Amérique pour promouvoir sa musique Son premier succès a été Old English Love Song ; ses mises en musique de huit poèmes de Heinrich Heine ont été primées. Elle écrit plus de cinquante romances, et des pièces pour orchestre ou piano. Son Caprice a été interprété par Vladimir de Pachmann.

## Œuvres

### Orchestre et piano
- Ouvertures : Undine et Slavonique, 1884
- Marche funéraire
- Tarantella
- Caprice
- Sonate, 1881
- Cantate For The Queen ; jouée au Crystal Palace en 1911

### Romances
- Album de huit chants, poèmes de Henrich Hene  (1900) G. Schirmer, New York
- Afterward (1901)
- Adieu! Love" (1895) Willcocks & Company, Ltd.
- Apart for evermore
- Be my star
- Before we part
- Bygones
- Break, Diviner Light !
- Calvary
- Diamonds hast thow
- False or True
- Fidelity
- In Our Boat
- King Duncan's Daughter
- King and Slave
- Like as the Hart Desireth
- Like Violets Pale (1898) Words by James Thomson  Boosey & Company, London
- Love is a bubble
- The Lord is My Light, psaume XXVII Boosey & Company, London 1897 en ligne
- The Lute Player
- Mary Hamilton
- Nocturne
- A Song of Thanksgiving
- Spring Contrasts
- Sunset and Dawn
- There Be None of Beauty's Daughters
- There's a Land" Words by Charles MacKay (1897) Boosey & Company, London en ligne
- Unto Thy Heart
- Warning
- When the Boys Come Home
- Youth , texte de E. Teschemacher, Boosey & co, 1904.